# William Carey (1490-1528)
William Carey, död 1528, var en engelsk hovfunktionär. Han var hovman och gunstling till Henrik VIII och gift med Mary Boleyn.